# Донской ёрш
Донской ёрш, носарь, или бирючок (лат. Gymnocephalus acerinus) — вид рыб из рода ершей (Gymnocephalus) семейства окунёвых (Percidae).

## Распространение
Является пресноводной рыбой, обитающей в бассейне северной части Чёрного и Азовского морей: в реках Днестр, Южный Буг, Днепр, Припять, Десна, Дон, Кубань.

## Описание
Тело удлиненное, невысокое, сжатое с боков, покрыто мелкой плотной чешуей. Спинной плавник состоит из двух соединенных между собой частей, в котором передняя часть представлена колючими лучами, а задняя — мягкими ветвистыми. Хвостовой плавник с незначительной выемкой. Голова также удлиненная, клиновидная. Рыло удлиненное, его длина почти в два раза больше диаметра глаза. Рот небольшой, нижний, выдвижной. На челюстях большое количество мелких зубов, клыки отсутствуют. На заднем крае жаберных крышек слабые, заостренные шипы. Длина тела — 20 сантиметров, масса — до 200 грамм.
Верхняя часть тела донского ерша светло-желтая, брюхо почти белое. На теле и на колючей части спинного плавника располагаются темные пятна.

## Образ жизни

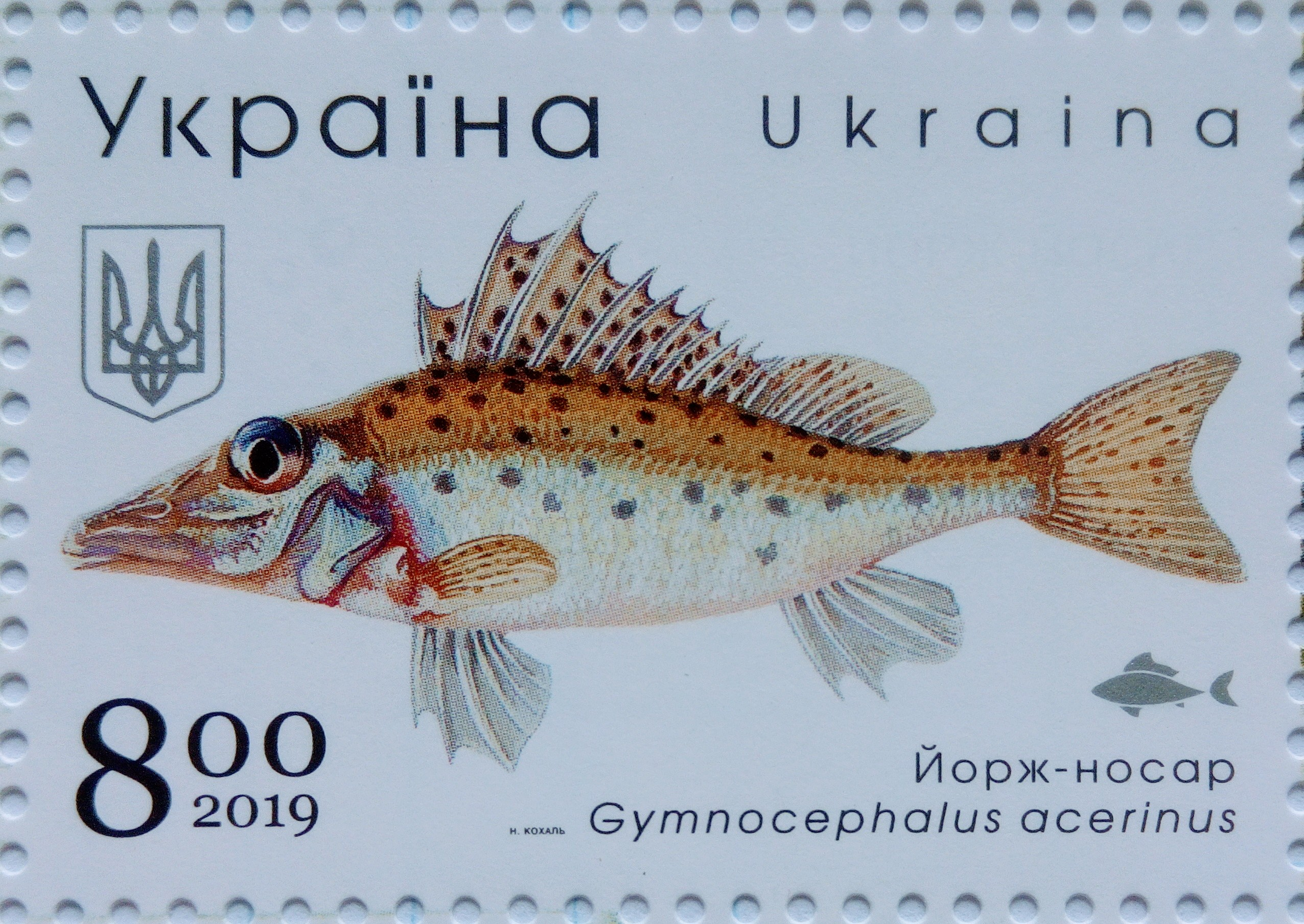
Почтовая марка Украины

Обитает в придонном слое на участках рек с чистой проточной водой и песчаным или каменистым дном. Питается личинками насекомых и другими придонными и донными беспозвоночными.

## Размножение
Размножается в апреле — мае, при этом самки средних размеров откладывают около 8 тысяч слабоклейких икринок на различные подводные предметы.

## Хозяйственное значение
Хозяйственного значения не имеет.

## Природоохранный статус
В красном списке МСОП (2008): не вызывающий беспокойства. В Красную книгу Украины (2009) занесён как исчезающий вид.